# Eurythmus
Eurythmus là một chi bướm đêm thuộc họ Erebidae.

## Loài
- Eurythmus bryophiloides Butler, 1886